# KATZE
KATZE（カッツェ）は、日本のロックバンド。1980年代に主に活動。1986年結成、1991年解散。

## 概要
いわゆるバンドブーム期にデビューしたバンドであるが、コマーシャリズムに強く反発し、独自の道を歩んだ。デビュー後、2年半の活動の間に4枚というハイペースでアルバムを発表する。中村敦・尾上賢は現在のヴィジュアル系にも通じる中性的なルックスで人気を博した。

## メンバー
- 中村敦（なかむら あつし、1968年4月24日 - ）：ボーカル・ギター
  - 圧倒的な声量を活かしたパワフルな歌唱と、そのルックスや華やかなステージパフォーマンスで、ギタリストである尾上と共に人気を博した。
  - ライブでは曲によってリズムギターを担当した。バンドの楽曲の大半は彼の作詞・作曲による。当時の使用ギターはゴールド・トップのギブソン・レスポール、グレッチ シルバージェットなど。

- 尾上賢（おのうえ さとし、1967年8月1日 - ）：ギター
  - 幼少の頃クラシック・ギターのレッスンを受けていた。ライブにおいても通常のエレクトリック・ギターやアコースティック・ギターのみならず、ダブルネックの12弦ギターやクラシック・ギターも操り、バンドの多彩な音楽性をより一層際立てた。現在は「尾上サトシ」名義で活動している。当時の使用ギターは白のギブソン・レスポール、ムーンギターズ製・尾上モデルなど。

- 高山克彬（たかやま かつのり、1963年10月31日 - ）：エレクトリックベース、ボーカル
  - バンドの最年長者であり、リーダーであった。克彬の作曲数も中村に次いで多い。克彬がボーカルをとる楽曲も数曲存在する。当時の使用ベースはミュージックマン・スティングレイ。メンバーの靖彬（Ds.）は実弟。

- 高山靖彬（たかやま やすのり、1967年1月20日 - ）：ドラム
  - 楽曲によってはパーカッション・ピアノを担当。靖彬がリード・ボーカルをとる曲が1曲存在する。使用ドラムメーカーはラディック。メンバーの克彬（B.）は実兄。

## 元メンバー
- 常盤武（ときわ たけし）：キーボード
  - KATZEのオリジナルメンバーであり、バンド内ではキーボードを担当。愛くるしいルックスで中村・尾上と共に人気を博す。デビュー直前に脱退。

## 略歴
1986年
- 山口県下関市にて結成。第32回ポピュラーソングコンテストつま恋本選会（シニアの部）本選会に中国地区代表として出場し、「ハイスクールで笑えない」を演奏した[1]。アマチュア時代から彼らの曲をコピーするバンドが現れるなど、大きな人気を獲得。

1987年
- 上京直前、キーボードの常盤が脱退。
- 11月、上京。

1988年
- 10月、テイチクよりシングル「TEEN」、アルバム「BLIND」同時発売にてデビュー。
- 「TEEN」が当初清涼飲料水のCMソングになることが決まっていたが、意見が合わず破綻。コマーシャリズムに疑問を抱くきっかけとなった。

1989年
- 5月、シングル「LOVE GENERATION」発売。
- 6月、アルバム「STAY FREE」発売。

1990年
- 3月、アルバム「Good Times Bad Times」発売。
- 11月、シングル「AGAIN」、アルバム「LOVE IS HERE」同時発売。

1991年
- 3月、突如解散を発表。解散ツアーの開催も発表される。
- 5月25日・26日、東京・中野サンプラザライブを最後に解散。
- 8月、ライブ・アルバム「GOD SAVE THE ROCK'N ROLL」発売。

2013年
- 12月31日　HMV企画・限定販売商品として、オリジナル・アルバム4枚「BLIND」「STAY FREE」「Good Times Bad Times」「LOVE IS HERE」とライブ・アルバム「GOD SAVE THE ROCK'N ROLL」計5枚を初SHM-CD化リリース。1991年5月25日・26日中野サンプラザでのラストライブを収めたVHS2本「GOD SAVE THE ROCK'N ROLL」・「GOD SAVE THE ROCK'N ROLL Vol.2」を『God Save The Rock'n Roll』として初DVD化リリース。

## 解散後
中村敦は、塚本晃（元SHADY DOLLS）と『HEAVEN』を結成。体調を崩し一時表舞台を離れ、長期の療養に入る。しかし病床から一人のファンがインターネット上で非公式ながら公開していたホームページ「ALL OF KATZE」を発見。それに感動した中村はその場で友人に電話を掛け、一台のワゴン車を購入。その理由は今でも応援してくれているファンの元へギター一本で全国を回るソロ活動を始めるためであった。数年後、克彬と再合体しバンド『N☆M☆A』を結成。活動停止後は尾上と再合体し音楽ユニット『愚息』を組んだ。2001年布袋寅泰のライブツアーにPERSONZのJILLと共にコーラスで参加。2018年現在も、精力的に全国の大小のステージに立ち、メッセージを送り続けている。
尾上賢は、奥居香・財津和夫・花田裕之をはじめとするミュージシャンのサポートを務めるほか、中村と『愚息』（2006年、表記を「GUSOKU」に変更）を結成。2010年に初のソロ・アルバムを発表。
高山克彬は、元ZIGGYの大山正篤らと『LAV』を結成したが短期間で解散。その後はソロ活動、『N☆M☆A』、プロデュース業を行う。『N☆M☆A』活動停止後、ソロ活動を経てバンド『THE SYNDIKATE7』を結成。2018年から2019年の1年間、7thアルバムの全国ツアーを行った。2021年8月28日に8thアルバムをリリース。2023年現在、ANAと鶴岡市が行なっている事業「産直空輸」のPRソングとしてタイアップ。
高山靖彬は、解散数年後に克彬のソロ・アルバムに参加。久々に表舞台に登場したが現在は実家の家業を継いでいる。

## その他
- 出渕誠（レイザーラモンRG）[3]・バイきんぐの小峠英二[4]がファンであったことを公言している。
- 解散時に発売されたライブ・アルバム「GOD SAVE THE ROCK'N ROLL」の歌詞ブックレットには、多数のミュージシャンからのメッセージが収められた。特に高橋まことは「一緒にバンドを組みたかった」という趣旨の発言をしている。

## ディスコグラフィ

### シングル
1. TEEN/CHEEK TIME（1988年10月21日）
2. LOVE GENERATION/ROCKET ROCK （1989年5月2日）
3. AGAIN/BIG BOSS（1990年11月21日）

### アルバム

#### オリジナル・アルバム
1. BLIND（1988年10月21日）
2. STAY FREE（1989年6月1日）
3. Good Times Bad Times（1990年3月21日）
4. LOVE IS HERE（1990年11月21日）

#### ベスト・アルバム
1. KATZE（1991年5月16日）
2. KATZE III（1994年3月23日）
3. KATZE VERY BEST（1999年9月22日）
4. KATZE TWIN VERY BEST COLLECTION（2002年12月8日）
5. KATZE GOLDEN☆BEST（2011年4月6日）

#### ライブ・アルバム
1. GOD SAVE THE ROCK'N ROLL （1991年8月1日）
2. KATZE II （1991年11月21日）

### 映像作品
1. きのうの事・・・（1989年3月21日）
2. STAY FREE（1989年10月21日）
3. LOVE IS HERE（1991年2月26日）
4. GOD SAVE THE ROCK'N ROLL（1991年8月1日）
5. GOD SAVE THE ROCK'N ROLL Vol.2（1991年9月21日）

### オムニバスDVD
- ライブ帝国 THE ROCK in 1989 （2005年4月6日） KATZE、横道坊主、SHADY DOLLSを収録。

## 書籍

### 写真集
- GOOD TIMES BAD TIMES （1990年4月、シンコーミュージック、ISBN 9784401621477）

### 関連書籍
- LOVE 1986‐1991 （1991年5月、ソニーマガジンズ（パチ・パチ編集部）、ISBN 9784789706414）